# Форгач утца (станция метро)
«Фо́ргач у́тца» (венг. Forgách utca — улица Форгача) — станция Будапештского метрополитена на линии M3 (синей).
Открыта 14 декабря 1990 года в составе участка «Арпад хид» — «Уйпешт-Кёзпонт». Названа по одноимённой улице.
Линия M3 на участке «Деак Ференц тер» — «Уйпешт-Варошкапу», включающем и «Форгач утца», идёт параллельно проспекту Ваци (венг. Váci út), одной из главных магистралей Будапешта, ведущей в северном направлении по левому берегу Дуная.
Станция мелкого заложения, глубина 4,7 м. На станции две боковые платформы. Отсутствует переход между платформами, для перехода на платформу встречного направления необходимо выйти на улицу, перейти по наземному переходу через проспект Ваци и вновь спуститься в метро.
4 ноября 2017 года часть линии M3 от станции «Лехель тер» до станции «Уйпешт-Кёзпонт» закрыта на реконструкцию. 29 марта 2019 года станция «Форгач утца» была торжественно открыта после реконструкции.